# Odostomia bachia
Odostomia bachia är en snäckart som beskrevs av Bartsch 1927. Odostomia bachia ingår i släktet Odostomia och familjen Pyramidellidae. Inga underarter finns listade i Catalogue of Life.